# 庫雷克河
40°43′30″N 47°02′29″E / 40.7251°N 47.0414°E
庫雷克河是阿塞拜疆的河流，位於該國西北部，流經戈蘭博伊區、漢拉爾區和葉夫拉赫區，屬於庫拉河的支流，河道全長186公里，發源自小高加索山脈。